# Crusader Kings III
Crusader Kings III – gra komputerowa z gatunku grand strategy wargame osadzona w realiach średniowiecznych, wyprodukowana i wydana w 2020 roku przez Paradox Interactive. Jest to kontynuacja gry Crusader Kings II: Mroczne wieki z 2012 roku.

## Rozgrywka
Podobnie jak poprzednie odsłony serii, Crusader Kings III jest grą z gatunku grand strategy wargame i symulatorem dynastii osadzonym w średniowieczu. W podstawowej wersji gracz rozpoczyna rozgrywkę w 867 lub 1066 roku, natomiast w rozszerzeniu  Roads to Power można wybrać też 1178 rok. Po śmierci lub detronizacji postaci, kontynuuje rozgrywkę jako jej następca. Rozwija swoją dynastię na przestrzeni wieków, a rozgrywka kończy się w 1453 roku.
Dynastie mogą tworzyć linie boczne, które mają własnych przywódców i działają w zasadzie niezależnie od dynastii macierzystej. Głowy dynastii mogą korzystać z nowego zasobu zwanego w grze renomą, aby zyskać kontrolę nad swoim rodem. Przykładowo, głowy rodów są odpowiedzialne za legitymizację bękartów.
Postacie mają pełne, trójwymiarowe modele zamiast portretów 2D. Podobnie jak w poprzedniej części gry, każda postać ma swoje cechy, które wpływają na ich statystyki i zachowanie. Dokonywanie wyborów, które są sprzeczne z cechami postaci, zwiększa jej stres. W grze zaimplementowany został również system genetyki, który umożliwia postaciom przekazywanie niektórych cech swoim potomkom. Postacie mają również możliwość zastraszania swoich wasali, aby utrzymać ich lojalność. Poziom postrachu zależy od działań postaci, takich jak egzekucje czy tortury innych postaci. Dodatkowo postacie mogą wybierać spośród pięciu stylów życia, z których każdy posiada trzy drzewka umiejętności, a każde z nich pozwala postaciom ulepszać umiejętności związane z danym stylem życia.
Rządy w państwach graczy mogą być feudalne, plemienne lub klanowe. Religia i kultura odgrywają ważną rolę w rozgrywce. Przywódcy mogą realizować swoje cele poprzez działania wojenne, dyplomację lub spiski. Gracz ma możliwość odbywania pielgrzymki i prowadzenia świętych wojen, a do walk w krucjatach lub dżihadach mogą zostać powołane całe religie. Religie posiadają dogmaty, które zapewniają premie wszystkim wyznawcom danej wiary, oraz doktryny, które dotyczą stanowiska religii wobec kwestii takich jak homoseksualizm czy kobiety w duchowieństwie. Głównym zasobem do interakcji z mechaniką religii jest pobożność, a gracz z wystarczającym jej poziomem może zdecydować się na rozwinięcie własnej herezji, wybierając własne dogmaty i doktryny.
Poborowi są reprezentowani głównie przez niskiej jakości chłopską piechotę. Aby wystawić żołnierzy wyższej jakości, takich jak kusznicy i kawaleria, postacie muszą wynająć zbrojnych. Gracz ma również możliwość przekształcenia postaci ze swojego dworu lub państwa, które posiadają znaczące umiejętności bojowe, w potężnych rycerzy.
Mapa gry jest około czterech razy bardziej szczegółowa niż ta w Crusader Kings II. Jest także nieco większa, obejmując Europę, Afrykę mniej więcej od wysokości równika i Azję aż po Tybet.

## Produkcja
Reżyser gry Henrik Fåhraeus skomentował, że prace nad grą rozpoczęły się około rok przed Imperator: Rome, co wskazuje na początek prac w 2015 roku. Opisując silnik gry Crusader Kings II jako brukowany i „sklejony taśmą”, wyjaśnił, że nowa gra korzysta z zaktualizowanego silnika (tj. silnika Clausewitz i zestawu narzędzi Jomini), który posiada większą moc obliczeniową, umożliwiającą implementację nowych funkcji.
Podobnie jak w przypadku wielu zapowiedzianych i obecnie wspieranych przez Paradox produkcji, deweloperzy regularnie publikują cotygodniowe dzienniki dewelopera. Każdy wpis koncentruje się na jednym aspekcie gry, takim jak typ rządów, interfejs użytkownika, rządy, wojna itp., a także omawia, jak ten aspekt będzie funkcjonował w Crusader Kings III i w czym różni się od Crusader Kings II. Dodatkowo, co miesiąc na kanale Paradox Interactive na platformie YouTube udostępniany jest film podsumowujący wszystkie wprowadzone zmiany, które zostały omówione w dziennikach deweloperów w danym miesiącu.

### Dodatki
| Nazwa                 | Rodzaj                  | Data wydania     | Opis |
| --------------------- | ----------------------- | ---------------- | --- |
| Northern Lords        | pakiet tematyczny       | 16 marca 2021    | Northern Lords wprowadza dodatkową zawartość związaną ze Skandynawią epoki wikingów, w tym możliwość tworzenia państw poszukiwaczy przygód, dostęp do świętych wojowników i tarczowniczek, unikalne dziedzictwa dynastyczne i wydarzenia, a także decyzje specyficzne dla danej kultury. |
| Royal Court           | rozszerzenie            | 8 lutego 2022    | Royal Court wprowadza funkcję konfigurowalnej sali tronowej, w której gracz może przyjmować ludzi na dworze. Dodatek umożliwia również dekorowanie sali w celu uzyskania większego poziomu majestatu, funkcji wprowadzonej w rozszerzeniu, natomiast jego zwiększenie zapewnia dostęp do gości wyższej klasy. Dodano również dodatkowe funkcje związane z artefaktami, kulturą i interakcjami z władcami. |
| Fate of Iberia        | pakiet tematyczny       | 31 maja 2022     | Fate of Iberia zawiera dodatkową zawartość skupiającą się na Półwyspie Iberyjskim podczas rekonkwisty. Dodatek zawiera nowe tradycje kulturowe oraz specyficzne dla danej kultury wydarzenia i decyzje, a także uniwersalną mechanikę interakcji z przyjaciółmi i pojedynki szachowe. |
| Friends and Foes      | pakiet wydarzeń         | 8 września 2022  | Friends and Foes zawiera ponad 100 dodatkowych wydarzeń związanych z relacjami postaci z przyjaciółmi i rywalami. Dodatek zawiera również funkcję wspomnień, które postać będzie wspominać przez całe życie. |
| Tours and Tournaments | rozszerzenie            | 11 maja 2023     | Tours and Tournaments wprowadza systemy podróży i wielkich aktywności. |
| Wards and Wardens     | pakiet wydarzeń         | 22 sierpnia 2023 | Wards and Wardens dodaje wydarzenia związane z wychowaniem i edukacją dzieci. |
| Legacy of Persia      | pakiet tematyczny       | 9 listopada 2023 | Legacy of Persia rozszerza możliwości rozgrywki w regionie Persji. |
| Legends of the Dead   | podstawowe rozszerzenie | 4 marca 2024     | Legends of the Dead wprowadza czarną śmierć i inne choroby szerzące się po mapie, a także system legend pozwalający postaciom budować legitymację swojej dynastii poprzez promowanie opowieści o czynach ich przodków. |
| Roads to Power        | rozszerzenie            | 24 września 2024 | Roads to Power wprowadza możliwość gry postacią bez ziemi, podróżującą po mapie i podejmującą się kontraktów jako poszukiwacz przygód. Dodatkowe mechaniki obejmują nowe funkcje rządów administracyjnych i cesarskich, majątki rodowe oraz zawartość dla Cesarstwa Bizantyjskiego. Dodano również nową datę startową rozgrywki – 1178 rok, a także postacie Saladyna oraz Baldwina IV Trędowatego.       |
| Wandering Nobles      | pakiet wydarzeń         | 4 listopada 2024 | Wandering Nobles dodaje wydarzenia i aktywności związane z byciem postacią bez ziemi. |

## Wydanie
Gra została wydana 1 września 2020 roku i jest dostępna na Steamie oraz w ramach usługi Xbox Game Pass na komputery osobiste. Gra jest dostępna w dwóch edycjach: Base Game Edition, która zawiera podstawową grę i bonus w przedsprzedaży, oraz Royal Edition, która zawiera podstawową grę i przepustkę rozszerzającą. Przepustka rozszerzeń zawiera kolekcję dodatkowych pakietów zawartości i pierwsze rozszerzenie.
Crusader Kings III zostało początkowo odrzucone przez Australijską Komisję Klasyfikacyjną, podobno z powodu komplikacji związanych z klasyfikacją gry. Ostatecznie gra została zatwierdzona i wydana w Australii sześć dni po premierze, 7 września 2020. Ze względu na opóźnioną premierę, możliwość kupna w przedsprzedaży została przedłużona do 21 września wyłącznie dla australijskich użytkowników platformy Steam.
Konsolowa wersja gry została wydana na PlayStation 5 i Xbox Series X i Series S 29 marca 2022. Tego samego dnia gra została również udostępniona w ramach usługi Xbox Game Pass.

## Odbiór
Crusader Kings III spotkało się „ogólnie przychylnymi” recenzjami na konsolach PlayStation 5 i Xbox Series X/S według agregatora opinii Metacritic. Natomiast wersja gry na PC zdobyła „powszechne uznanie”. Recenzentka Leana Hafer z IGN opisała grę jako wspaniałą strategię, doskonałe RPG i klasę mistrzowską w wykorzystaniu najlepszych elementów istniejących systemów, które uczyniono jeszcze głębszymi i lepszymi. W swojej recenzji przyznała grze ocenę 10/10. Lauren Aitken z VG247 również przyznała grze doskonałą ocenę, pisząc: „Crusader Kings 3 jest równie szalone, nieprzewidywalne i porywające jak jego poprzednik”.
David Wildgoose z GameSpot wyraził uznanie dla proceduralnych narracji w grze, mówiąc, że rzadko są one tak poruszające i przejmujące jak tutaj. Jednocześnie, jako negatywny punkt, zauważył, że kiedy silnik fabularny nie działa, działania mogą wydawać się rutynowe i pozbawione inspiracji.
W grudniu 2020 roku Crusader Kings III zostało nominowane w kategorii Najlepsza gra symulacyjna/strategiczna podczas gali The Game Awards, jednak przegrało z Microsoft Flight Simulator.
Gra odnotowała sprzedaż, przekraczającą 1 milion egzemplarzy w ciągu pierwszego miesiąca od premiery. W USA była siódmą najlepiej sprzedającą się grą we wrześniu 2020 roku, a także zanotowała największą sprzedaż w miesiącu premiery spośród wszystkich tytułów wydanych przez Paradox Interactive. W marcu 2022 roku Paradox Interactive ogłosiło, że Crusader Kings III sprzedało się w ponad 2 milionach egzemplarzy na całym świecie.